# Fluoroacetat de sodi
El fluoroacetat de sodi (en anglès:Sodium fluoroacetate) i també anomenat monofluoroacetat de sodi o compost 1080, és un compost químic organofluorat amb la fórmula FCH₂CO₂Na. És una sal usada com verí. Es presenta de manera natural com un metàbolit contra els herbívors en diverses plantes, també es pot produir per síntesi. És un derivat de l'àcid fluoroacètic, un àcid carboxílic. L'àcid acètic fluorat més comú, que és l'àcid trifluoroacètic i els seus derivats tenen una toxicitat molt menor.

## Història i producció
L'eficàcia del fluoroacetat de sodi com rodenticida va ser descrita el 1942. El nombre 1080 fa referència al nombre assignat al verí.
Es sintetitza tractant cloroacetat de sodi amb fluorur de potassi. La producció s'ha reduït en molts països per la seva prohibició.

## Presència en la natura
Aquest compost es troba en la natura en com a mínim 40 plantes d'Austràlia, Brasil i Àfrica. Va ser identificat inicialment en l'espècie Dichapetalum cymosum per Marais el 1944. El 1904, els colonitzadors de Sierra Leone utilitzaren l'extracte de Chailletia toxicaria que conté àcid fluoroacètic `per exterminar rates. Es creu que aquest compost és present fins i tot en les fulles de te en una quantitat mínima. El gènere australià similar als pèsols, Gastrolobium, és només un d'entre els tipus de plantes natives australianes que contenen aquest compost: les altres són els gèneres Gompholobium, Oxylobium, Nemcia i Acacia.

## Toxicologia
El fluoroacetat de sodi és altament tòxic per a mamífers i insectes. La dosi letal en els humans és de 2–10 mg/kg.

### Mecanisme d'acció
El fluoroacetat és similar a l'acetat, el qual és un substrat basal en el metabolisme cel·lular. El fluoroacetat interromp el cicle de l'àcid cítric mitjançant la combinació amb el coenzim A per a formar el fluoroacetil CoA, el qual reacciona amb la citrat sintasa per a produir fluorocitrat. Un metàbolit de fluorocitrat s'enllaça molt lleugerament a l'aconitasa, interrompent així el cicle de l'àcid cítric. Aquesta inhibició provoca una acumulació de citrat en la sang, la qual cosa deixa les cèl·lules sense energia.

### Símptomes
En humans, els símptomes d'enverinament normalment apareixen entre els primers 30 minutse i les 3 hores posteriors a l'exposició. Els símptomes inicials normalment inclouen nàusea, vòmit i dolor abdominal; sudoració, confusió i posterior agitació. En les intoxicacions greus apareixen anormalitats cardiovasculars com la taquicàrdia o bradicàrdia, hipotensió i canvis en l'ECG. La mort ocorre normalment a causa de l'arritmia ventricular, hipotensió progressiva refractària al tractament i infeccions pulmonars secundàries.

### Tractament
No es disposa d'un antídot. S'estudia en animals de laboratori l'administració del compost monoacetat de gliceril el qual subministra ions d'acetat per continuar la respiració cel·lular interrompuda pel fluoroacetat.